# Robert-Alain de Beaugrande
Robert-Alain de Beaugrande (1946 - červen 2008) byl rakouský lingvista. Zabýval se především textovou lingvistikou.
V letech 1979-1999 působil na mnoha místech jako hostující profesor.
Byl schopen přednášet v šesti jazycích. V textové lingvistice je hojně citovaná práce Einführung in die Textlinguistik (Úvod do textové lingvistiky, 1981, anglicky vyšlo jako Introduction to Text Linguistic v témže roce, překlad Beaugrande), kterou sepsal spolu s Wolfgangem U. Dresslerem. Anglickou verzi této práce, stejně jako své mnohé další práce, uložil na svou webovou stránku, kde je volně ke stažení (viz odkazy dole).

## Dílo (výběr)
- Factors in a Theory of Poetic Translating. Assen: Van Gorcum und Amsterdam: Rodopi, 1978.
- Text, Discourse and Process: Toward a Multidisciplinary Science of Texts. Norwood, New Jersey: Ablex, 1980.
- Einführung in die Textlinguistik. Tübingen: Niemeyer, 1981. (mit Wolfgang Dressler)
- Text Production. Norwood, New Jersey: Ablex, 1984.
- Writing Step by Step: A Textbook for College Writers. New York: Harcourt Brace Jovanovich, 1985.
- Critical Discourse: A Survey of Contemporary Literary Theorists. Norwood, New Jersey: Ablex, 1988.
- Linguistic Theory: The Discourse of Fundamental Works. London: Longman, 1991.
- New Foundations for a Science of Text and Discourse. Greenwich, Connecticut: Ablex, 1997.
- A New Introduction to the Study of Text and Discourse. Webveröffentlichung, 2004.
- A Friendly Grammar of English. Webveröffentlichung, 2007.
- Poetic Translation Revisited. Webveröffentlichung, 2007.